# TVC (Chile)
TVC es un canal de televisión por suscripción chileno con sede en Cabrero, dedicado principalmente a emitir programación educativa, y de producción local, junto con contenido gratuito del Consejo Nacional de Televisión. El canal pertenece a la Municipalidad de Cabrero. Está disponible en TV Cable del Sur en el canal 4, en Cabrero, y otras ciudades y pueblos de la provincia de Biobío como Yumbel, Laja, San Carlos de Purén (Los Ángeles), y Mulchén.

## Historia
Los primeros intentos de creación de un canal de televisión por parte la municipalidad de Cabrero, datan del año 2003, cuando en el servicio de cable CMET comienza a transmitir "Cable Canal", en la frecuencia 10. De dicho canal, hoy se preservan muy pocas imágenes, y no se sabe con certeza hasta cuándo duró. 
La instalación del actual canal comenzó en el año 2011, gracias al creciente desarrollo de contenidos televisivos creados con las escuelas municipales, destacándose principalmente la Escuela Orlando Vera Villarroel de Monte Águila, que junto con su proyecto de canal educacional OVV Televisión, desde 2010, produjo una gran cantidad de contenido audiovisual, gracias al trabajo de profesores, técnicos y estudiantes, destacándose principalmente la producción del cortometraje religioso Jesús: Un Camino de Pasión, una entrevista exclusiva al Presidente de la República de ese entonces, Sebastián Piñera, en una visita a Cabrero, y el registro de actividades escolares, como actos, desfiles, presentaciones, y actividades especiales. Los avances logrados por los educativos y técnicos de la escuela motivaron a la creación de un canal propio para la comuna, lo cual se concretaría en 2011, durante la administración de Hasan Sabag Castillo. El canal sería inaugurado e iniciaría sus emisiones el 7 de septiembre de 2011, día del 114.º aniversario de la ciudad de Cabrero. Durante la administración del alcalde Sabag, hasta finales de 2012, el canal de televisión tuvo una etapa principalmente experimental, emitiendo contenido grabado de forma profesional de eventos realizados en la comuna, además de informativos municipales conducidos por el alcalde, junto a concejales, los cuales fueron las primeras pruebas de emisión de contenido en directo, ya que estos se transmitían en simultáneo con radios locales asociadas.
Durante la administración de su sucesor, Mario Gierke Quevedo, el canal continuaría con un estructurado desarrollo, creando así durante los años, una serie de contenidos propios, los cuales adquirían con el paso del tiempo una mayor calidad y desarrollo, tanto técnico como humano. Desde su formación en 2011, y por su génesis educativa, el canal ha sido desde entonces dependiente del Departamento de Educación Municipal, siendo dirigido por el director del mismo, en conjunto con el alcalde, por lo que el principal enfoque de su programación, desde siempre, ha sido el de transmitir contenido principalmente educativo, siendo dos de sus programas propios más reconocidos: “El Mundo de Casimiro”, conducido por el profesor Cristián Muñoz Peña, que fue un programa educativo de títeres, que tuvo 6 temporadas, en donde el protagonista era Casimiro (basado en el personaje Enrique, de Plaza Sésamo), el que convivía con otros personajes, que también eran marionetas, las cuales eran confeccionadas de forma artesanal. El profesor Muñoz daba voz a todos los personajes, incluido al protagonista, el cual convivía con los niños y profesores de las escuelas de la comuna de Cabrero, siendo el principal enfoque del programa, mostrar los talentos de los estudiantes, además de contener espacios de educación para niños, e incluso, espacios de entretención; otro programa muy icónico del canal ha sido “Escuela Activa”, producido por el Departamento de Educación de Cabrero, en conjunto con las escuelas municipales de la comuna, el que cada uno de los colegios, en cada edición, producía un programa misceláneo conducido por los mismos estudiantes, en el que mostraban las actividades de sus escuelas, y el quehacer educativo de sus instituciones, siendo el programa producido hasta 2017, con 7 temporadas. El programa regresaría el año 2022, como un podcast emitido simultáneamente con las radios asociadas locales, llamado “Escuela Activa, Radio & TV”, que fuera conducido por profesores y estudiantes de las escuelas municipales. El canal además ha transmitido bastante contenido propio de entretenimiento, principalmente eventos masivos de verano y Fiestas Patrias,junto con contenido adquirido del Consejo Nacional de Televisión.

## Programación

### Actual
|                            | Año(s) de emisión | Tipo                | Producción                                          |
| -------------------------- | ----------------- | ------------------- | --------------------------------------------------- |
| Noticiero Municipal        | 2011-             | Noticiero           | Departamento de Educación, Municipalidad de Cabrero |
| Informativo Municipal      | 2012-             | Noticiero           | Departamento de Educación, Municipalidad de Cabrero |
| Fiestas Patrias en Cabrero | 2012-             | Folclórico Cultural | Departamento de Educación, Municipalidad de Cabrero |
| Enero Cabrerino            | 2013-             | Festival Musical    | Departamento de Educación, Municipalidad de Cabrero |
| Febrero Monteaguilino      | 2013-             | Festival Musical    | Departamento de Educación, Municipalidad de Cabrero |
| Tu Escuela al Día          | 2020-             | Educativo Cultural  | Departamento de Educación, Municipalidad de Cabrero |

### Anterior
|                            | Año(s) de emisión | Tipo                                | Producción                                          |
| -------------------------- | ----------------- | ----------------------------------- | --------------------------------------------------- |
| El Mundo de Casimiro       | 2011-2019         | Infantil Educativo Cultural         | Departamento de Educación Escuelas Municipales      |
| El Catalejo                | 2012              | Musical Documental Entrevistas      | Municipalidad de Cabrero                            |
| Semana Monteaguilina 2012  | 2012              | Festival Musical                    | Municipalidad de Cabrero                            |
| De Todo Un Poco            | 2013              | Variedades                          | Liceo Manuel Zañartu                                |
| Nota Humana                | 2013-2019         | Documental Entrevistas Cultural     | Municipalidad de Cabrero                            |
| Escuela Activa             | 2013-2017         | Infantil Educativo Cultural         | Departamento de Educación Escuelas Municipales      |
| Sonido Directo             | 2013-2015         | Musical Documental                  | Municipalidad de Cabrero                            |
| Siempre Contigo            | 2015              | Variedades                          | Departamento de Educación, Municipalidad de Cabrero |
| Huella Docente             | 2019              | Documental Entrevistas Cultural     | Departamento de Educación, Municipalidad de Cabrero |
| Conversemos de La Vida     | 2020              | Entrevistas                         | Departamento de Educación, Municipalidad de Cabrero |
| Juntos en la Mañana        | 2021-2022         | Matinal                             | Departamento de Educación, Municipalidad de Cabrero |
| Escuela Activa, Radio & TV | 2022              | Podcast Infantil Educativo Cultural | Departamento de Educación, Municipalidad de Cabrero |

## Organización

### Directivos

#### Alcaldes de Cabrero
- 2011-2012: Hasan Sabag Castillo
- 2012-presente: Mario Gierke Quevedo

#### Directores del Departamento de Educación
- 2011-2012: Lidia Berrios Rebolledo
- 2012-2019: Leví Ramírez Vargas
- 2019-2020: Laura Román Gutiérrez
- 2020-2023: Luis Rodrigo Yévenes Canales
- 2023-presente: Carlos Rozas Salazar